# Zena Soraya Mahlangu
Zena Soraya Mahlangu (Inkhosikati LaMahlangu; ur. 1984) – dziesiąta żona (od listopada 2002) króla Suazi Mswatiego III.
Urodziła monarsze jedno dziecko, księcia Saziwangaye Dlamini (ur. 2004).